# Mala (álbum)
Mala é o oitavo álbum de estúdio pelo músico folk-rock Devendra Banhart, lançado em 12 de Março, 2013 no Nonesuch Records. O álbum foi produzido por Banhart e Noah Georgeson, e masterizado por Greg Calbi.

## As gravações
Mala foi produzido por Devendra Banhart e Noah Georgeson, e masterizado por Greg Calbi. Banhart membros da banda Noah Georgeson, Greg Rogove, Josiah Steinbrick, e Rodrigo Amarante ajudou-o sobre o registro.

## Lista de Faixas
Todas as faixas escritas e compostas por Devendra Banhart, exceto para a faixa de nove, que ele co-escreveu com Noah Georgeson. 
| Tracklist      |                               |         |  |
| N.º            | Título                        | Duração |  |
| 1.             | "Golden Girls"                | 1:35    |  |
| 2.             | "Daniel"                      | 3:05    |  |
| 3.             | "Für Hildegard von Bingen"    | 2:36    |  |
| 4.             | "Never Seen Such Good Things" | 3:13    |  |
| 5.             | "Mi Negrita"                  | 3:24    |  |
| 6.             | "Your Fine Petting Duck"      | 5:46    |  |
| 7.             | "The Ballad of Keenan Milton" | 2:16    |  |
| 8.             | "A Gain"                      | 1:35    |  |
| 9.             | "Won't You Come Over"         | 3:37    |  |
| 10.            | "Cristobal Risquez"           | 2:28    |  |
| 11.            | "Hatchet Wound"               | 3:10    |  |
| 12.            | "Mala"                        | 1:08    |  |
| 13.            | "Won't You Come Home"         | 3:31    |  |
| 14.            | "Taurobolium"                 | 3:16    |  |
| Duração total: | Duração total:                | 40:52   |  |

| Tracklist for Bonus 7" Vinyl |                    |         |  |
| N.º                          | Título             | Duração |  |
| 15.                          | "Something French" |         |  |
| 16.                          | "Loring Baker"     |         |  |

## Chart performance
| Chart (2013)                               | Peak position |
| ------------------------------------------ | ------------- |
| Bélgica (Ultratop Flandres)                | 96            |
| Bélgica (Ultratop Valônia)                 | 107           |
| França (SNEP)                              | 77            |
| Suíça (Schweizer Hitparade)                | 82            |
| Reino Unido (UK Albums Chart)              | 143           |
| Estados Unidos (Billboard 200)             | 139           |
| Estados Unidos (Top Alternative Albums)    | 25            |
| Estados Unidos (Top Folk Albums)           | 7             |
| Estados Unidos (Billboard Top Heatseekers) | 2             |
| Estados Unidos (Top Rock Albums)           | 36            |
| Estados Unidos (Top Tastemaker Albums)     | 13            |